# 金城館
熱海金城館（あたみきんじょうかん）は、熱海市熱海温泉にある温泉旅館。熱海では老舗旅館であったが、経営破たんし、スタディに買収された。

## 施設

### 温泉
大浴場・露天風呂
男湯、女湯はともに、朝の部になると替わるが、朝の部が終わると再び、夕方には元通りになる。夕方の女湯、朝の男湯のみサウナがある。他、併設して各露天風呂が設置されている。
客室風呂
客室風呂は全館、温泉がでる。

### 食事
バイキング（夕食）
会場は、最上階が主に使われているため、熱海の夜景が堪能できる。
会席料理（夕食）
南館の催し会場（一部、本館最上階）
居酒屋・五葉亭
五葉館地下にあり、アルコール、ソフトドリンク、ラーメンなどの軽食を有料で提供している。24時まで営業している。
伊東園グループになってしばらくは部屋食プランがあったが、後に廃止。また、廃止後は和食善のみであったが、現在はバイキングプランもある。

### 館内設備
カラオケルーム
無料で使える。予約制ではなく、自由解放。
個室カラオケルーム
予約制である。
ラウンジ「胡蝶」
日本庭園
インターネットコーナー（無料）
ゲームコーナー
プール（ゴールデンウィーク、夏季のみ）
囲碁・将棋ルーム（東屋）
卓球
麻雀ルーム（無料）
中国整体
ダンスホール「吉兆」
など

### 宴会施設
合計7種。一部が和食善の食事会場及び、個室カラオケルームになっている。

### 所在地
海岸までは徒歩5分程度であり、海側の部屋からは相模湾を眺望できる。
住所
〒静岡県熱海市昭和町10-33
アクセス
熱海駅から車で8分、徒歩で20分圏。無料送迎バスも運行されている。熱海発17:20が最終である。

### その他
- 伊東園グループの中では、ランクアップの宿となっており、なおかつ熱海界隈で通常プラン（通常の部屋で和食善選択時）のなかでも一番高い。
- 伊東園グループに買収されてからもめずらしく、日本庭園がしっかりと手入れされている。